# Christopher and Dana Reeve Foundation
Die Christopher & Dana Reeve Foundation ist eine gemeinnützige Organisation mit Sitz in Short Hills, New Jersey, die sich der Suche nach Behandlungs- und Heilungsmöglichkeiten für Lähmungen aufgrund von Rückenmarksverletzungen und anderen neurologischen Erkrankungen widmet.
Im Leitbild der Organisation heißt es: „Wir haben uns der Heilung von Rückenmarksverletzungen verschrieben, indem wir innovative Forschung vorantreiben und die Lebensqualität von Menschen und Familien, die von Lähmungen betroffen sind, verbessern.“ Sie hat über 140 Millionen Dollar an Rückenmarksforscher verteilt, und 44 Millionen Dollar für gemeinnützige Organisationen, die sich für eine bessere Lebensqualität von Menschen mit Behinderungen einsetzen.

## Geschichte
Die Stiftung wurde 1982 von Hank Stifel gegründet, dessen Sohn Henry bei einem Autounfall verletzt worden war. Ihr ursprünglicher Name war Stifel Paralysis Research Foundation. Mitte der 1980er Jahre trat Stifel an die American Paralysis Association (APA) heran, um einen Zusammenschluss unter dem Banner der APA zu erreichen. Im Jahr 1995 wurde der Schauspieler Christopher Reeve durch einen Reitunfall querschnittsgelähmt. Reeve wandte sich an die APA und sammelte Spenden für sie. Er trat dem Vorstand bei und wurde zum Vorsitzenden gewählt. Im Jahr 1996 gründete Reeve die Christopher Reeve Foundation. Im Jahr 1999 fusionierten die CRF und die APA zur Christopher Reeve Paralysis Foundation. Später wurde das Wort „Paralyse“ aus dem Namen gestrichen und die Organisation wurde in Christopher Reeve Foundation umbenannt.
Nach Reeves Tod im Oktober 2004 übernahm seine Witwe, Dana Reeve, den Vorsitz der Stiftung. Dana Reeve selbst starb 17 Monate später, im März 2006, an Lungenkrebs.
Am 11. März 2007 gab die Stiftung bekannt, dass sie anlässlich des ersten Todestages von Dana Reeve ihren Namen in Christopher & Dana Reeve Foundation geändert hat. Seit 2024 sind alle drei Kinder von Christopher Reeve im Vorstand der Stiftung vertreten. Dazu gehören der Fernsehreporter und Moderator Will Reeve, der Filmproduzent und Regisseur Matthew Reeve und die Rechtsanwältin Alexandra Reeve Givens.